# It's Beginning to Look a Lot Like Christmas
"It's Beginning to Look a Lot Like Christmas" är en julsång skriven under 1951 av Meredith Willson. Sången slogs igenom första gången av Perry Como och The Fontane Sisters med Mitchell Ayres och hans orkester. Sången handlar om att det börjar ser ut som julen är på väg, överallt man går. Willson ska har skrivit låten då han besökte  Yarmouth's Grand Hotel.
En svenskspråkig version, kallad "Nu börjar det likna jul" har skrivits av Wizex.